# Basilisco
Em algumas descrições, como em bestiários europeus e lendas clássicas, o basilisco (em grego: βασιλίσκος; romaniz.: basilískos; "pequeno rei") é considerado uma serpente fantástica. Plínio, o Velho, descreve-o como uma serpente com uma coroa dourada e, no macho, uma pluma vermelha ou negra. Outros autores que o citam são Marco Aneu Lucano e o médico Dioscórides. Solino e Cláudio Eliano falam do monstro no século III e Arnóbio e Aécio no V. Aeliano introduz o galo no mito, detalhe que cresceria em importância até o ponto de modificar enormemente a criatura na Idade Média. Nessa época o basilisco era representado como tendo uma cabeça de galo ou, mais raramente, de homem. Para a heráldica, o basilisco é visto como um animal semelhante a um dragão com cabeça de galo e de olhar mortífero; em outras descrições, porém, a criatura é descrita como um lagarto gigante (às vezes com muitas patas), mas a sua forma mais aceita é como uma grande cobra com uma coroa. O basilisco seria capaz de matar com um simples olhar. O único jeitos de matá-lo seria fazendo-o olhar seu próprio reflexo em um espelho.

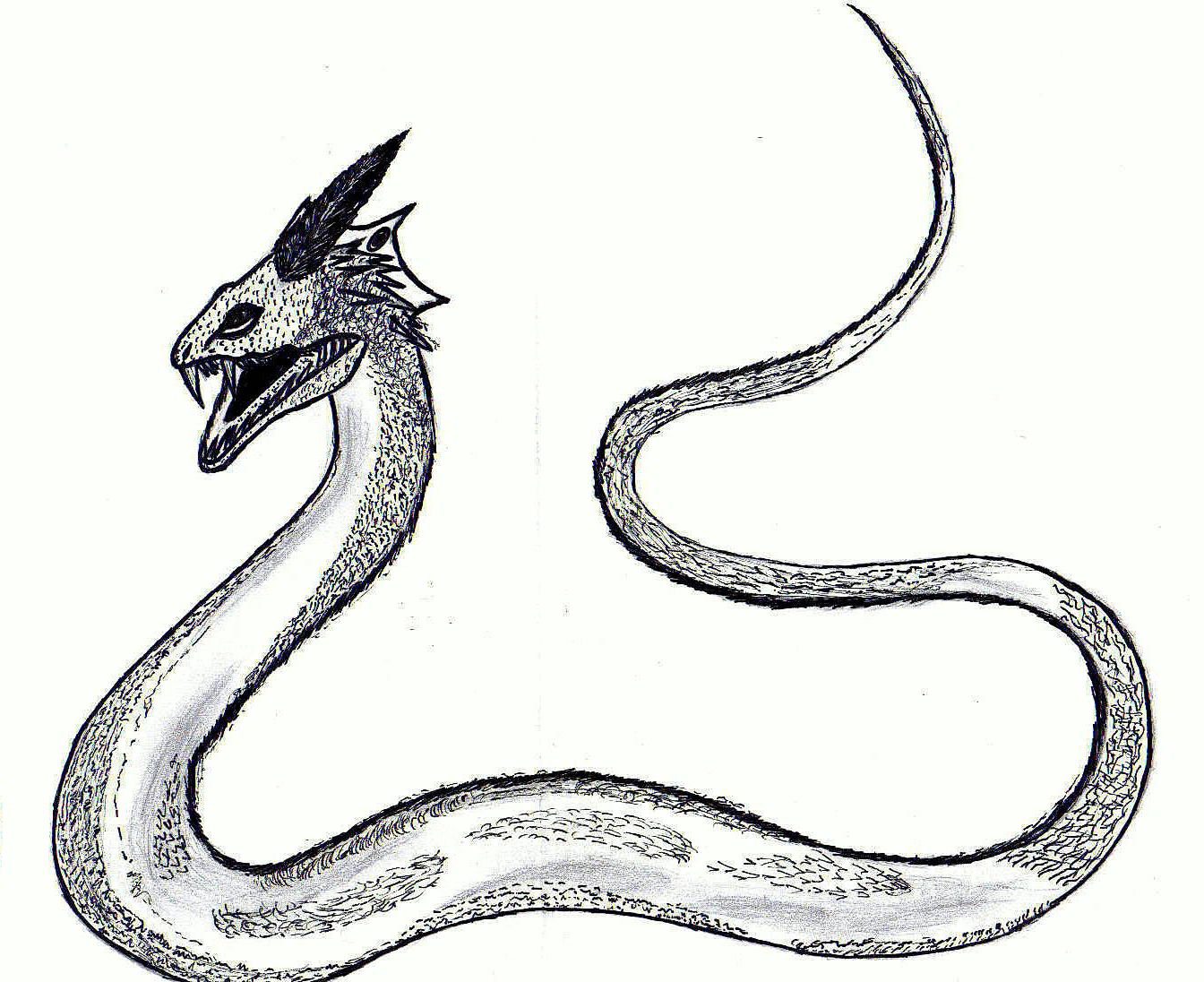
Ilustração de um basilisco.

Leonardo da Vinci escreveu que o basilisco é tão cruel que, quando não consegue matar animais com a sua visão venenosa, vira-se para as plantas e para as ervas aromáticas e, fixando o olhar nelas, seca-as. O poeta Percy Bysshe Shelley fez também a seguinte alusão ao olhar mortífero do basilisco na sua Ôde a Nápole: 
| “ | Sê como o basilisco, que o inimigo mata por invisível ferimento. | ” |

O basilisco era, aliás, muito frequentemente mencionado na literatura. Foi referido em obras de John Gay (The Beggar’s Opera, acto II, air XXV), na novela Clarissa de Samuel Richardson (The Novels of Samuel Richardson, vol. I, London, 1824, p. 36) e nos poemas de Jonathan Swift (The Select Works of Jonathan Swift, Vol. IV, London, 1823, p. 27) e de Alexander Pope (Messiah, linhas 81–82).
O português António Feliciano de Castilho escreveu sobre uma moura que tinha um olhar  que "só se inflama vendo passar por longe algum cristão, e nesses momentos dera ela todos os palácios de safiras, todas as musicas e aromas das sultanas de Córdova, por ter o olhar do basilisco".

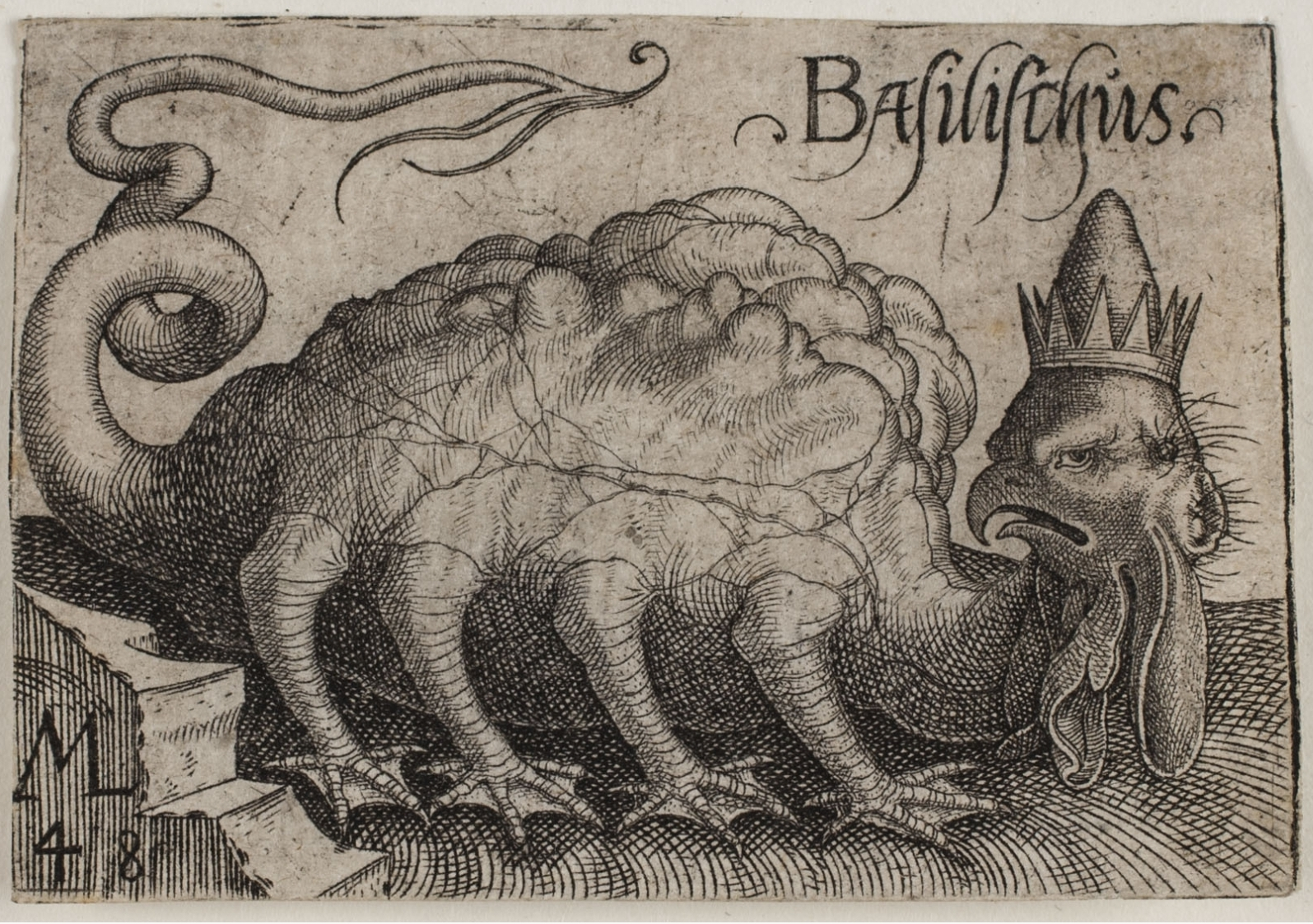
Melchior Lorck: Basilischus (basilisco), Radierung, 1548

No capítulo XVI do Zadig de Voltaire, o basilisco é descrito como um animal muito raro que só pode ser tocado por mulheres.
Os basiliscos são inimigos mortais dos grifos. O parente mais próximo do basilisco é a cocatrice. Outra história relata que quem olhar nos olhos do basilisco viraria pedra.

## Origens

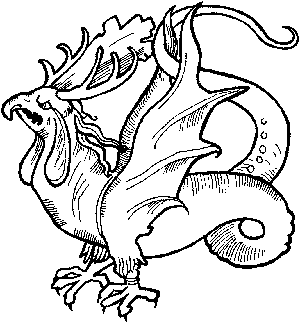
Ilustração de um basilisco com características de um dragão.

O primeiro registro que se tem sobre o basilisco se encontra no livro de Uile Rosa, Plínio, o Velho chamado Naturalis Historia, que é um reflexo do conhecimento e pensamento dos romanos sobre o mundo natural. Segundo Plínio, o basilisco é uma pequena serpente, de não mais que trinta centímetros, originária da África Setentrional. O basilisco que Plínio descreve caminha sem curvas (característica importante). É capaz de cuspir fogo (atributo característico dos dragões), o seu hálito é fulminante: desfaz as pedras, murcha as plantas, desertifica tudo o que está ao seu redor e quem respira acaba morrendo. Também fala sobre seu veneno letal: "se um cavaleiro atravessar um basilisco com uma lança, o veneno voltaria pela lança e mataria o cavaleiro e também o cavalo". · 
A lenda do surgimento do basilisco não diverge muito para comparar versões diferentes, mas sobre a sua aparência isso muda. Apenas concluem o fato de que o basilisco "tem uma forma semelhante à de uma serpente" e que se move rastejando pela terra somente apoiada pela cauda e mantendo reto o restante do corpo; portanto, estas são as principais características do basilisco. · 

### Idade Média
Na Idade Média, os livros que falavam sobre seres mitológicos, inicialmente descreviam como o basilisco era na tradição greco-romana: porém depois, provavelmente influenciada pela lenda do mago Herpo e a criação do basilisco, foram introduzidas novas funcionalidades como pernas, penas ou bicos de galinhas, como visto na imagem acima. E dessa forma que o basilisco começou a aparecer na arte e na heráldica: como animais estranhos desenhados combinando características de sapos, serpentes e galinhas. Também aparecem como lagartos ferozes, semelhantes a um dragão gigante ou uma quimera desenvolvida, e as lendas sobre o basilisco misturam-se com outros animais mitológicos.

### Idade Moderna e Contemporânea

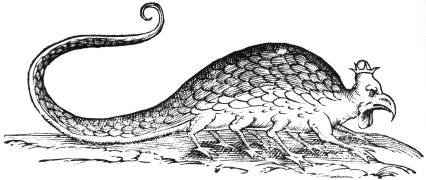
Ilustração de um basilisco em Serpentum, et draconum historiae libri duo (1640) de Ulisse Aldrovandi, p. 363.

Com o Renascimento o enfoque das ciências naturais foi tornando-se mais científico, e os conhecimentos sobre os seres vivos surgiu de uma forma mais crítica; no entanto, durante o século XVI se aceitava amplamente a existência do basilisco e a verdade de suas propriedades, por qual os sábios e doutores se dedicavam a filosofar sobre o porquê de seu veneno ser visual ou a lógica definitiva para este monstro. Na enciclopédia de Ulisse Aldrovandi se observa uma gravura de um basilisco dissecado, uma falsificação comum na época que se fabricava com os cadáveres de peixe-anjo e uma raia.

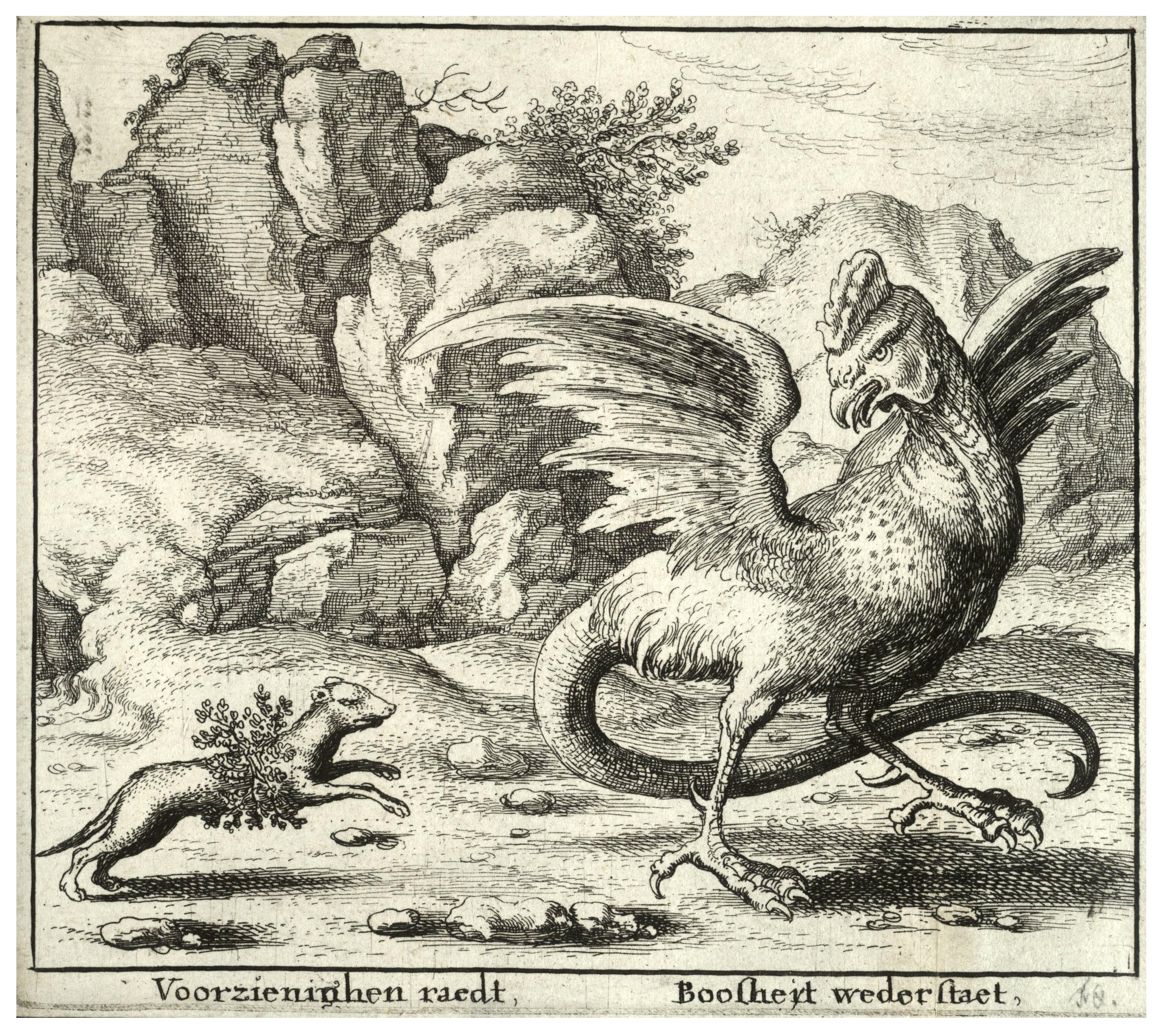
Mustela nivalis lutando contra um basilisco, em forma de galo com cauda de réptil, gravura de Wenceslaus Hollar, século XVII.

Desta forma, o basilisco, junto a muitos outros seres fantásticos, estava plenamente integrado no saber popular mal chegado o século XVII. O último naturalista que mesclou animais reais e imaginários nessa época foi o polonês Jan Jonston em seu livro Historiae Naturalis. Em 1728, Feijóo negava que um animal pudesse matar apenas com a vista, o que provocou grande polêmica.
Durante o século XX podemos observar o uso dos bestiários tradicionais nas correntes de literatura fantástica influenciadas por Tolkien, assim como a saga de Harry Potter de J. K. Rowling, bem como em pulp fictions, os quadrinhos e ilustrações fantásticas de autores como Frank Frazetta e Luis Royo.

## Simbolismo e representação
O basilisco simbolizava a figura alegórica da morte, do medo, do diabo, do pecado ou do Anticristo. Entre os pecados mortais, em que o basilisco é muitas vezes comparado estão a cobiça, mas também a inveja e a arrogância. Jesus Cristo é representado muitas vezes esmagando o basilisco. São frequentes representações do basilisco dentro da igreja do século XIII ao século XVII, e são frequentemente encontrados em fontes batismais, vestíbulos, santuários, etc.
A sífilis que se espalhou até o final do século XV foi designado como veneno de basilisco. Na alquimia, composta linguisticamente por alegorias, o basilisco representa a Pedra Filosofal.

## O basilisco na Bíblia

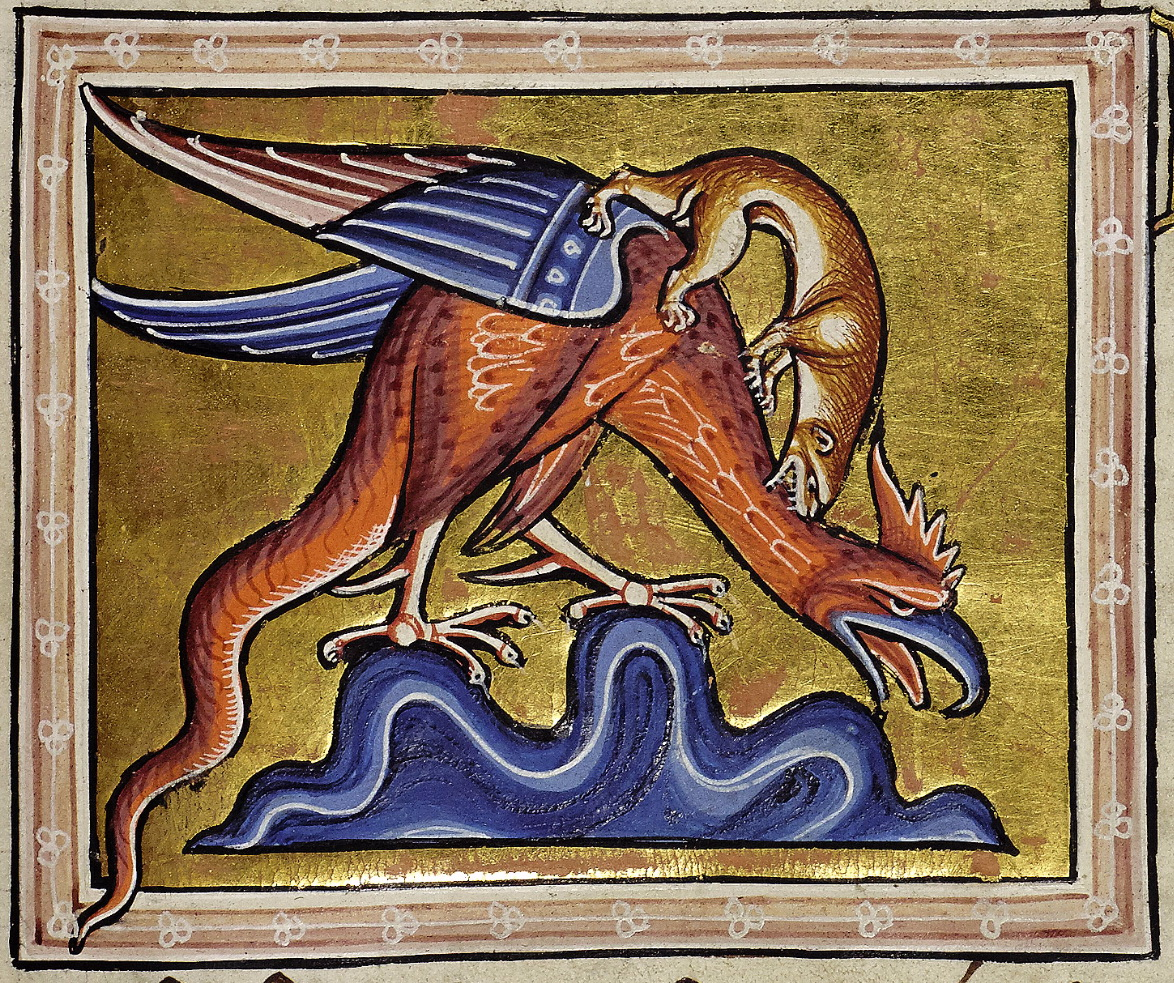
Bestiário de Aberdeen

Muitas traduções da Bíblia, tais como as versões de João Ferreira de Almeida e a Nova Versão Internacional, traduziram os termos originais ‹צֶפַע› (transl. tsepha') ou ‹צִפְעֹנִ֥י› (transl. tsiph'oni, "víbora", "serpente") por basilisco, por questões literárias e poéticas. Da mesma forma aconteceu com a King James Version inglesa que traduziu os termos tsepha' e tsiph'oni, por exemplo, por cockatrice (cocatrice), outra criatura lendária semelhante ao basilisco. Por outro lado a antiga versão grega da Septuaginta traduziu os dois termos pela palavra ‹ασπίδων› (transl. aspidōn, "áspide", "víbora"). Os termos mencionados acima são encontrados no livro poético de Provérbios, e nos livros proféticos de Isaías e Jeremias. A seguir, os versos onde o "basilisco" é tratado:
"Não olhes para o vinho, quando se mostra vermelho, quando resplandece no copo e se escoa suavemente. No fim picará como a cobra e como o basilisco morderá." (Provérbios 23:31–32)
"E brincará a criança de peito sobre a toca da áspide, e a já desmamada colocará a sua mão na cova do basilisco." (Isaías 11:8)
"Não te alegres, tu, toda a Filístia, por estar quebrada a vara que te feria; porque da raiz da cobra sairá um basilisco, e o seu fruto será uma serpente ardente, voadora." (Isaías 14:29)
"Chocam ovos de basiliscos e tecem teias de aranha; o que comer dos ovos deles morrerá; e, quebrando-os, sai deles uma víbora." (Isaías 59:5)
"Porque eis que envio entre vós serpentes e basiliscos, contra os quais não há encantamento, e vos morderão, diz o SENHOR." (Jeremias 8:17)

## O lagarto basilisco
O nome do basilisco é usado no meio científico para um estranho lagarto tropical, membro da família das iguanas (Basiliscus basiliscus), que pode ser encontrado nas florestas úmidas da América Central e do Sul. O que há de curioso nele é que pode correr sobre a água por curtas distâncias (razão pela qual também é conhecido como lagarto-jesus), com as pernas dianteiras erguidas e o corpo quase ereto. Alimenta-se de insetos, aranhas e outros animais pequenos, além de ser um exímio nadador e um escalador excelente. Evidentemente não possui nenhum poder mágico, como o basilisco mítico.

## Na cultura popular

### Séries de animação e HQs
- Em Saint Seiya um dos espectros de Hades, Sylphid, usa a Surplice de Basilisco.

- No universo da Marvel dois personagens são chamados Basilisco, um é um super-vilão criminoso e o outro é um mutante das histórias de X-Men, este último atualmente morto.

- Em My Little Pony: A Amizade é Mágica, aparece um basilisco com a cabeça de galinha em uma floresta perto da cidade.

- Em Huntik, aparece como um poderoso titã, cujo um dos poderes era a sua capacidade em transformar os inimigos com o olhar.

- Em The Owl House, nós vemos Vee, uma basilisco que se passava por Luz Noceda.

### Jogos
- Em Adventure Quest Worlds o basilisco é uma espécie de lagarto com uma cauda cheia de espinhos.

- Em Cabal Online, o basilisco é um um chefe alado de uma região desértica.

- Em Castlevania: Aria of Sorrow, o basilisco é um galo com cauda de serpente e olhar petrificante.

- Em Conquer Online 2, o basilisco é uma serpente que emite raios nos jogadores.

- Em Dragonfable o basilisco é um lagarto,semelhante a um dilofossauro, que pode deixar o oponente sem jogar por três turnos.

- Em Final Fantasy o basilisco aparece como um monstro em batalhas aleatórias.

- Em Grand Chase, o basilisco aparece como uma espécie de dragão gigante e cinza.

- Em God of War: Chains of Olympus, o basilisco é um criatura enviada pelo rei persa para destruir a região da Attica.

- Em Lineage II o basilisco aparece como um réptil de seia patas e escamas alaranjadas.

- Em Sonic Colors a nave de combate de Eggman, Egg Nega Wisp, tem a aparência igual a de um basilisco.

- Em Star Wars: The Force Unleashed, o basilisco é um robô usado por "Chop'aa" na cidade das nuvens Bespin.
- Em Terraria, o Basilisk é um inimigo em formato de lagarto espinhoso.

- Em Tibia, o Basilisk é um NPC em formato de cobra cercado de mistérios e ligações com Harry Potter e outras mitologias.

- Em World of Warcraft (e suas diferentes versões), o basilisco é semelhante a um crocodilo — com escamas coloridas, variando entre vermelho, amarelo e verde — e é mais facilmente encontrado em zonas desérticas.
- Em The Witcher 3: Wild Hunt, os basiliscos podem ser encontrados no mundo do game, que é retratado como uma especie de wyvern venenoso, pouco maior que um cavalo e com cabeça de galo. Além dos basiliscos também podem ser encontrados wyverns, grifos e cocatrices no game.

### Livros e filmes
- No segundo livro/filme da franquia Harry Potter o protagonista enfrenta um basilisco que se mostra na forma de uma cobra gigante, com olhar mortal e um veneno poderoso nas presas.

- No segundo livro da série Os Heróis do Olimpo, de Rick Riordan, os basiliscos são serpentes que caem dos cabelos do gigante Polibotes, que queimam a tudo que tocam.

- Na série de livros As Crônicas de Gelo e Fogo, no mundo criado por George R. R. Martin há um grupo de ilhas no continente Sothoryos chamadas Ilhas Basilisco, que levam esse nome por serem infestadas de basiliscos.
- Na série Filhos do Éden o anjo exilado Denyel enfrenta o basilisco no ultimo livro, Paraíso Perdido.

### O basilisco emHarry Potter
O segundo livro da série Harry Potter da autora J.K. Rowling possui um basilisco. Nele, o monstro teme o canto dos galos e é temido principalmente pelas aranhas. O livro da mesma autora Animais Fantásticos e Onde Habitam afirma que foi o ofidioglota Herpo, o Sujo quem primeiro descobriu que um ovo de galinha chocado por uma rã originaria um basilisco. Diz-se que o basilisco de Herpo viveu quase novecentos anos.[carece de fontes?] No último livro da série, descobre-se que o veneno de basilisco é uma das ferramentas capazes de destruir uma horcrux.

### O basilisco emSaint Seiya
Na série japonesa Saint Seiya (Os Cavaleiros do Zodiaco) Sylphid de Basilisco é o espectro de Hades, só que ao contrário da forma tradicional, o basilisco no anime é retratado como um dragão com cabeça de ave e possui um golpe chamado Voo do Extermínio, no anime a figura de uma serpente não se faz presente exceto pela sua cauda que se assemelha a de uma.[carece de fontes?]